# San Marcos Ixtláhuac
San Marcos Ixtláhuac är en ort i Mexiko.   Den ligger i kommunen José Joaquín de Herrera och delstaten Guerrero, i den sydöstra delen av landet, 220 km söder om huvudstaden Mexico City. San Marcos Ixtláhuac ligger 1 882 meter över havet och antalet invånare är 493.
Terrängen runt San Marcos Ixtláhuac är huvudsakligen kuperad, men åt sydväst är den bergig. Runt San Marcos Ixtláhuac är det ganska glesbefolkat, med 39 invånare per kvadratkilometer. Närmaste större samhälle är Atenxoxola, 12,9 km väster om San Marcos Ixtláhuac. I omgivningarna runt San Marcos Ixtláhuac växer huvudsakligen savannskog.